# Maltempèque
Maltempèque, aussi orthographié Maltimpec, Maltempec,, ou Maltampec, (prononciation: [maltɑ̃pɛːk]) est un DSL canadien (sous le nom légal de Maltempec) situé dans le comté de Gloucester, au nord-est du Nouveau-Brunswick. Dans le cadre de la réforme de la gouvernance locale du 1er janvier 2023, le DSL a été annexé à la nouvelle ville de Hautes-Terres.

## Toponymie
Maltempèque est un nom micmaque dont la signification n'est pas connue mais semble avoir un lien avec baie ou élargissement de la rivière, probablement en référence à la rivière Pokemouche,.

## Géographie

### Situation
Maltempèque est situé dans la région de la péninsule acadienne, à environ 50 kilomètres à l'est de Bathurst. C'est un village-rue s'élevant sur la rive gauche (nord) de la rivière Pokemouche, le long de la route 350. Il ne compte qu'une seule rue, l'Allée de la Rivière, parfois appelée chemin de la côte.
Maltempèque est généralement considérée comme faisant partie de l'Acadie.

### Géologie
Le sous-sol de Maltempèque est composé principalement de roches sédimentaires datant du Pennsylvanien (entre 300 et 311 millions d'années).

### Flore et faune
Maltempèque est située dans l'écorégion des basses terres de l'est, plus précisément dans l'écodistrict de Caraquet. La longue histoire de colonisation et de perturbation de la forêt a entraîné la prédominance de l'érable rouge, le peuplier faux-tremble et le bouleau gris. Le creux des vallées et les secteurs de sols grossiers sont recouverts d'épinettes noires et de pins gris, témoins d'une fréquence élevée d'incendies. Il y a également de la pruche, du thuya occidental, du mélèze laricin et du sapin baumier poussant par endroits.
La pêche est pratiquée sur la rivière mais n'a jamais donné lieu à une activité commerciale. Le Comité de gestion environnementale de la rivière Pokemouche effectue depuis des années des travaux de protection des berges ainsi que de la sensibilisation. De plus, l'organisme projette d'introduire des truites et autres espèces de poisson dans la rivière.

### Logement
L'ensemble de la paroisse d'Inkerman comptait 1826 logements privés en 2006, dont 1645 occupés par des résidents habituels. Parmi ces logements, 91,5 % sont individuels, 2,1 % sont jumelés, 0,9 % sont en rangée, 0,6 % sont des appartements ou duplex et 3,6 % sont des immeubles de moins de 5 étages. Enfin, 1,5 % des logements entrent dans la catégorie autres, tels que les maisons-mobiles. 85,1 % des logements sont possédés alors que 14,1 % sont loués. 76,9 % ont été construits avant 1986 et 11,6 % ont besoin de réparations majeures. Les logements ont une valeur moyenne de 92 069 $, comparativement à 119 549 $ pour la province.

## Histoire
Maltempèque était autrefois dans le territoire micmac.
Le 17 août 1693, le Conseil souverain donne la concession de Pokemouche à Philippe Hesnault, de Nipisiguit, lui ajoutant trois lieues de largeur dans la vallée, un territoire qui inclut le site de Maltempèque. Michel Degrez, qui possédait auparavant la seigneurie, devait 200 livres à Hesnault, ce qui explique probablement cette décision. Hesnault ne s'établit pas sur les lieux et d'autres marchands en profitent pour chasser sur ses terres. Il porte plainte au Conseil et obtient gain de cause le 30 août 1705 contre le directeur général de la Compagnie de Mont-Louis, Jean de Clarmont. On ne sait pas avec précision ce qui est arrivé au fief de Pokemouche après la mort d'Hesnault.
Au XIXe siècle des anglophones, principalement d'origine irlandaise, sont venus s'établir dans la vallée de la rivière Pokemouche, pour être peu à peu remplacés par des Acadiens. Le DSL a été formé en 1984 à partir d'une portion du DSL d'Inkerman.
Maltempèque est l'une des localités organisatrices du IVe Congrès mondial acadien, en 2009.

## Démographie
(août 2016).
Le DSl comptait 313 habitants en 2006, comparativement à 273 en 2001, soit une hausse de 14,7 %. Le territoire compte 143 logements, dont 128 sont occupés par des résidents habituels.
Pour l'ensemble de la paroisse d'Inkerman, l'âge médian est de 44,6 ans, comparativement à 41,5 pour la province. 87,8 % de la population est âgée de plus de 15 ans, comparativement à 83,8 % pour la province. Les femmes représentent 50,4 % de la population, comparativement à 51,3 % pour la province. Chez les plus de 15 ans, 43,6 % sont célibataires, 38,5 % sont mariés, 5,9 % sont séparés, 4,8 % sont divorcés et 7,2 % sont veufs,.
Les autochtones représentent 1,9 % de la population et 0,5 % des habitants font partie d'une minorité visible. Les immigrants représentent 0,6 % de la population, la totalité des habitants sont citoyens du Canada et 98,5 % sont issus de familles établies au Canada depuis 3 générations ou plus.
La langue maternelle est le français chez 94,6 % des habitants, l'anglais chez 3,6 %, les deux langues chez 0,7 % et 1,1 % sont allophones. 33,6 % de la population peut communiquer dans les deux langues officielles, 65,4 % sont unilingues francophones et 0,5 % sont unilingues anglophones. Le français est parlé à la maison par 95,6 % des gens, l'anglais par 2,9 %, les deux langues par 0,6 % et une langue non officielle par 0,7 %. Le français est la langue de travail de 91,5 % des employés, l'anglais de 6,0 % et 2,2 % des employés utilisent les deux langues.
29,5 % des habitants âgés de plus de 15 ans possèdent un certificat, diplôme ou grade post-secondaire, comparativement à 44,6 % pour la province.

## Administration

### Comité consultatif
En tant que district de services locaux, Maltempèque est administré directement par le Ministère des Gouvernements locaux du Nouveau-Brunswick, secondé par un comité consultatif élu composé de cinq membres dont un président.

### Commission de services régionaux
Maltempèque fait partie de la Région 4, une commission de services régionaux (CSR) devant commencer officiellement ses activités le 1er janvier 2013. Contrairement aux municipalités, les DSL sont représentés au conseil par un nombre de représentants proportionnel à leur population et leur assiette fiscale. Ces représentants sont élus par les présidents des DSL mais sont nommés par le gouvernement s'il n'y a pas assez de présidents en fonction. Les services obligatoirement offerts par les CSR sont l'aménagement régional, l'aménagement local dans le cas des DSL, la gestion des déchets solides, la planification des mesures d'urgence ainsi que la collaboration en matière de services de police, la planification et le partage des coûts des infrastructures régionales de sport, de loisirs et de culture; d'autres services pourraient s'ajouter à cette liste.

### Représentation
Nouveau-Brunswick: Maltempèque fait partie de la circonscription de Centre-Péninsule—Saint-Sauveur, qui est représentée à l'Assemblée législative du Nouveau-Brunswick par Denis Landry, du Parti libéral. Il fut élu en 2003 puis réélu en 2008 et en 2010.
 Canada: Maltempèque fait partie de la circonscription fédérale d'Acadie-Bathurst. Cette circonscription est représentée à la Chambre des communes du Canada par Yvon Godin, du NPD. Il fut élu lors de l'élection de 1997 contre le député sortant Doug Young, en raison du mécontentement provoqué par une réforme du régime d’assurance-emploi.

## Économie
Entreprise Péninsule, un organisme basé à Tracadie-Sheila faisant partie du réseau Entreprise, a la responsabilité du développement économique de la région. L'économie de la Péninsule acadienne est basée sur les ressources naturelles ainsi que les services et la fabrication. Il n'y a pas d'employeur important à Maltempèque. Il y a pourtant quelques chalets, la rivière Pokemouche étant appréciée pour sa beauté et la pêche sportive. En fait, le développement au village est avant tout résidentiel et l'une des principales opportunités économiques sont les emplois dans la fonction publique à Caraquet et Tracadie-Sheila.
Pour l'ensemble de la paroisse d'Inkerman, chez les habitants âgés de plus de 15 ans, le taux d'activité est de 55,9 %, le taux d'emploi est de 48,0 % et le taux de chômage est de 14,1 %. À titre de comparaison, ceux de la province sont respectivement de 63,7 %, 57,3 % et 10,0 %.
Parmi ces emplois, on en dénombre 14,6 % dans l'agriculture (6,9 % au provincial), 11,1 % dans la construction (6,7 % au provincial), 15,7 % dans la fabrication (10,8 % au provincial), 2,5 % dans le commerce de gros (3,6 % au provincial), 11,4 % dans le commerce au détail (11,9 % au provincial), 3,8 % dans les finances et l'immobilier (4,2 % au provincial), 11,1 % dans la santé et les services sociaux (11,4 % au provincial), 6,3 % dans l'enseignement (6,5 % au provincial), 7,1 % dans les services de commerce (16,9 % au provincial) et 15,9 % dans les autres services (21,1 % au provincial).
Comme ailleurs dans la Péninsule acadienne, la population active est très mobile. Parmi la population active occupée, 6,9 % travaillent à domicile, aucun travaillent ailleurs dans le monde, 15,5 % sont sans lieu de travail fixe et 77,3 % ont un lieu de travail fixe. Parmi les travailleurs ayant un lieu de travail fixe, 18,9 % travaillent dans la Paroisse d'Inkerman, 54,3 % travaillent ailleurs dans le comté, 2,6 % travaillent ailleurs dans la province et 1,4 % travaillent dans une autre province.

## Vivre à Maltempèque

### Éducation
Les élèves francophones bénéficient d'écoles à Pokemouche et à Paquetville. La ville de Shippagan possède également le CCNB-Péninsule acadienne et un campus de l'Université de Moncton.
Les anglophones bénéficient d'une école à Brantville accueillant les élèves de la maternelle à la huitième année. Ils doivent ensuite poursuivre leurs études à Miramichi. Les établissements d'enseignement supérieurs anglophones les plus proches sont à Fredericton ou Miramichi.
Il y a une bibliothèque publique à Shippagan. Le bibliobus du Nord fait toutefois un arrêt à Pokemouche.

### Autres services publics
Il y a un centre communautaire à Maltempèque. La population est en fait dépendante des localités environnantes, notamment Tracadie-Sheila et Caraquet, pour la majeure partie de ses services. Le détachement de la Gendarmerie royale du Canada le plus proche est d'ailleurs situé à Caraquet. Cette ville dispose également d'un poste d'Ambulance Nouveau-Brunswick et de l'hôpital de l'Enfant-Jésus. Le bureau de poste le plus proches est quant à lui à Pokemouche.
Existant depuis le 20 juillet 1995, la Commission de gestion des déchets solides de la Péninsule acadienne (COGEDES) a son siège-social à Caraquet. Les déchets sont transférés au centre de transbordement de Tracadie-Sheila et les matières non recyclables sont ensuite enfouies à Allardville.
Les francophones bénéficient du quotidien L'Acadie nouvelle, publié à Caraquet, ainsi que de l'hebdomadaire L'Étoile, de Dieppe. Les anglophones bénéficient quant à eux du quotidien Telegraph-Journal, publié à Saint-Jean.

## Culture

### Personnalités
- Roger Duguay, ancien chef du Nouveau Parti démocratique du Nouveau-Brunswick.

### Maltempèque dans la culture
Maltempèque est mentionné dans le recueil de poésie La terre tressée, de Claude Le Bouthillier.